# Casuarii
I  Casuari (Casuarii, Monroe & Sibley, 1993) sono un sottordine degli Struthioniformes che raccoglie due famiglie viventi, Casuaridi (Casuariidae) e Dromaidi (Dromaiidae).

## Descrizione
I Casuarii sono fra i più grandi uccelli del mondo. Il più grande è il casuario australiano (Casuarius casuarius), che misura 170 cm e pesa più di 58 kg; solo gli struzzi sono più pesanti.

## Sistematica
- Famiglia Casuariidae
  - Genere Casuarius
- Famiglia Dromaiidae
  - Genere Dromaius
- Famiglia Aepyornithidae †
  - Genere Aepyornis †